# Erbsattel
Der Erbsattel (oder Erb) ist ein 671 m ü. A. hoch gelegener Gebirgspass im österreichischen Bundesland Steiermark. Über den Pass führt die Straße L705, sie verbindet die Orte St. Gallen (im Westen)  und Großreifling (im Osten). Das Schloss Kassegg befindet sich am Erbsattel, ca. 300 Meter südöstlich der Passhöhe.
Beiderseits des Sattels befinden sich verstreute Häuser von Erb, nur um den höchsten Punkt wird die Ansiedlung Hocherb genannt.
Dieser Pass ist Ausgangspunkt für Wanderungen im Gesäuse, z. B. auf den Kleinen Buchstein und die Ennstaler Hütte.
Die nahegelegene Erbschlucht mit ihren Rutschen, Abseilstellen und einem 25-m-Wasserfall ist ideal für den Canyoning-Sport.